# Liste der Nummer-eins-Hits in den britischen Charts (1967)
Dies ist eine Liste der Nummer-eins-Hits in den britischen Charts im Jahr 1967. Sie basiert auf den Official Singles Chart Top 50 und den Albums Chart Top 40, die vom Chart Information Network ermittelt wurden. Es gab in diesem Jahr 15 Nummer-eins-Singles und 5 Nummer-eins-Alben.

## Singles
| ← 1966 ← | Liste der Nummer-eins-Hits in den britischen Charts | Liste der Nummer-eins-Hits in den britischen Charts | Liste der Nummer-eins-Hits in den britischen Charts                              | 1968 →                    |
| \| Zeitraum \| Wo. ges. \| Interpret \| Titel Autor(en) \| Zusätzliche Informationen \| \| (Zeitraum, Wochen auf Platz eins, Interpret, Titel, Autor[en], zusätzliche Informationen) \| \| \| \| \| \| ----------------------------------------------------------------------------------------- \| -------- \| --------------------- \| -------------------------------------------------------------------------------- \| ------------------------- \| \| 25. November 1966 – 12. Januar 1967 7 Wochen \| 7 \| Tom Jones \| Green, Green Grass of Home Curly Putman \| – \| \| 13. Januar 1967 – 9. Februar 1967 4 Wochen \| 4 \| The Monkees \| I’m a Believer Neil Diamond \| – \| \| 10. Februar 1967 – 23. Februar 1967 2 Wochen \| 2 \| Petula Clark \| This Is My Song Charles Chaplin \| – \| \| 24. Februar 1967 – 6. April 1967 6 Wochen \| 6 \| Engelbert Humperdinck \| Release Me (And Let Me Love Again) Eddie Miller, Dub Williams, Robert Gene Yount \| – \| \| 7. April 1967 – 20. April 1967 2 Wochen \| 2 \| Frank & Nancy Sinatra \| Somethin’ Stupid C. Carson Parks \| – \| \| 21. April 1967 – 11. Mai 1967 3 Wochen \| 3 \| Sandie Shaw \| Puppet on a String Phil Coulter, Bill Martin \| – \| \| 12. Mai 1967 – 1. Juni 1967 3 Wochen \| 3 \| The Tremeloes \| Silence Is Golden Bob Crewe, Bob Gaudio \| – \| \| 2. Juni 1967 – 12. Juli 1967 6 Wochen \| 6 \| Procol Harum \| A Whiter Shade of Pale Gary Brooker, Keith Reid \| – \| \| 13. Juli 1967 – 2. August 1967 3 Wochen \| 3 \| The Beatles \| All You Need Is Love John Winston Lennon, Paul James McCartney \| – \| \| 3. August 1967 – 30. August 1967 4 Wochen \| 4 \| Scott McKenzie \| San Francisco (Be Sure to Wear Flowers in Your Hair) John E. A. Phillips \| – \| \| 31. August 1967 – 4. Oktober 1967 5 Wochen \| 5 \| Engelbert Humperdinck \| The Last Waltz John Barry Mason, Leslie David Reed \| – \| \| 5. Oktober 1967 – 1. November 1967 4 Wochen \| 4 \| Bee Gees \| Massachusetts Barry Alan Gibb, Robin Hugh Gibb, Maurice Ernest Gibb \| – \| \| 2. November 1967 – 15. November 1967 2 Wochen \| 2 \| The Foundations \| Baby, Now That I Found You Anthony Gordon Instone, John MacLeod \| – \| \| 16. November 1967 – 29. November 1967 2 Wochen \| 2 \| Long John Baldry \| Let the Heartaches Begin Anthony Gordon Instone, John MacLeod \| – \| \| 30. November 1967 – 17. Januar 1968 7 Wochen \| 7 \| The Beatles \| Hello, Goodbye John Winston Lennon, Paul James McCartney \| – \| |                                                     |                                                     |                                                                                  |                           |
| ← 1966 |                                                     |                                                     |                                                                                  | → 1968 →                  |
| Zeitraum | Wo. ges.                                            | Interpret                                           | Titel Autor(en)                                                                  | Zusätzliche Informationen |
| (Zeitraum, Wochen auf Platz eins, Interpret, Titel, Autor[en], zusätzliche Informationen) |                                                     |                                                     |                                                                                  |                           |
| 25. November 1966 – 12. Januar 1967 7 Wochen | 7                                                   | Tom Jones                                           | Green, Green Grass of Home Curly Putman                                          | –                         |
| 13. Januar 1967 – 9. Februar 1967 4 Wochen | 4                                                   | The Monkees                                         | I’m a Believer Neil Diamond                                                      | –                         |
| 10. Februar 1967 – 23. Februar 1967 2 Wochen | 2                                                   | Petula Clark                                        | This Is My Song Charles Chaplin                                                  | –                         |
| 24. Februar 1967 – 6. April 1967 6 Wochen | 6                                                   | Engelbert Humperdinck                               | Release Me (And Let Me Love Again) Eddie Miller, Dub Williams, Robert Gene Yount | –                         |
| 7. April 1967 – 20. April 1967 2 Wochen | 2                                                   | Frank & Nancy Sinatra                               | Somethin’ Stupid C. Carson Parks                                                 | –                         |
| 21. April 1967 – 11. Mai 1967 3 Wochen | 3                                                   | Sandie Shaw                                         | Puppet on a String Phil Coulter, Bill Martin                                     | –                         |
| 12. Mai 1967 – 1. Juni 1967 3 Wochen | 3                                                   | The Tremeloes                                       | Silence Is Golden Bob Crewe, Bob Gaudio                                          | –                         |
| 2. Juni 1967 – 12. Juli 1967 6 Wochen | 6                                                   | Procol Harum                                        | A Whiter Shade of Pale Gary Brooker, Keith Reid                                  | –                         |
| 13. Juli 1967 – 2. August 1967 3 Wochen | 3                                                   | The Beatles                                         | All You Need Is Love John Winston Lennon, Paul James McCartney                   | –                         |
| 3. August 1967 – 30. August 1967 4 Wochen | 4                                                   | Scott McKenzie                                      | San Francisco (Be Sure to Wear Flowers in Your Hair) John E. A. Phillips         | –                         |
| 31. August 1967 – 4. Oktober 1967 5 Wochen | 5                                                   | Engelbert Humperdinck                               | The Last Waltz John Barry Mason, Leslie David Reed                               | –                         |
| 5. Oktober 1967 – 1. November 1967 4 Wochen | 4                                                   | Bee Gees                                            | Massachusetts Barry Alan Gibb, Robin Hugh Gibb, Maurice Ernest Gibb              | –                         |
| 2. November 1967 – 15. November 1967 2 Wochen | 2                                                   | The Foundations                                     | Baby, Now That I Found You Anthony Gordon Instone, John MacLeod                  | –                         |
| 16. November 1967 – 29. November 1967 2 Wochen | 2                                                   | Long John Baldry                                    | Let the Heartaches Begin Anthony Gordon Instone, John MacLeod                    | –                         |
| 30. November 1967 – 17. Januar 1968 7 Wochen | 7                                                   | The Beatles                                         | Hello, Goodbye John Winston Lennon, Paul James McCartney                         | –                         |

## Alben
| ← 1966 ← | Liste der Nummer-eins-Hits in den britischen Charts | Liste der Nummer-eins-Hits in den britischen Charts | Liste der Nummer-eins-Hits in den britischen Charts | 1968 →                    |
| \| Zeitraum \| Wo. ges. \| Interpret \| Titel \| Zusätzliche Informationen \| \| (Zeitraum, Wochen auf Platz eins, Interpret, Titel, zusätzliche Informationen) \| \| \| \| \| \| ------------------------------------------------------------------------------ \| -------- \| ------------ \| ------------------------------------- \| ------------------------- \| \| 25. September 1966 – 28. Januar 1967 18 Wochen (insgesamt 70) \| 70 \| (Soundtrack) \| The Sound of Music \| – \| \| 29. Januar 1967 – 18. März 1967 7 Wochen \| 7 \| The Monkees \| The Monkees \| – \| \| 19. März 1967 – 6. Mai 1967 7 Wochen (insgesamt 70) \| 70 \| (Soundtrack) \| The Sound of Music \| – \| \| 7. Mai 1967 – 13. Mai 1967 1 Woche (insgesamt 2) \| 2 \| The Monkees \| More of the Monkees \| – \| \| 14. Mai 1967 – 20. Mai 1967 1 Woche (insgesamt 70) \| 70 \| (Soundtrack) \| The Sound of Music \| – \| \| 21. Mai 1967 – 27. Mai 1967 1 Woche (insgesamt 2) \| 2 \| The Monkees \| More of the Monkees \| – \| \| 28. Mai 1967 – 3. Juni 1967 1 Woche (insgesamt 70) \| 70 \| (Soundtrack) \| The Sound of Music \| – \| \| 4. Juni 1967 – 11. November 1967 23 Wochen (insgesamt 27) \| 27 \| The Beatles \| Sgt. Pepper’s Lonely Hearts Club Band \| – \| \| 12. November 1967 – 18. November 1967 1 Woche (insgesamt 70) \| 70 \| (Soundtrack) \| The Sound of Music \| – \| \| 19. November 1967 – 25. November 1967 1 Woche (insgesamt 27) \| 27 \| The Beatles \| Sgt. Pepper’s Lonely Hearts Club Band \| – \| \| 26. November 1967 – 16. Dezember 1967 3 Wochen (insgesamt 70) \| 70 \| (Soundtrack) \| The Sound of Music \| – \| \| 17. Dezember 1967 – 30. Dezember 1967 2 Wochen (insgesamt 27) \| 27 \| The Beatles \| Sgt. Pepper’s Lonely Hearts Club Band \| – \| \| 31. Dezember 1967 – 20. Januar 1968 3 Wochen \| 3 \| Val Doonican \| Val Doonican Rocks, but Gently \| – \| |                                                     |                                                     |                                                     |                           |
| ← 1966 |                                                     |                                                     |                                                     | → 1968 →                  |
| Zeitraum | Wo. ges.                                            | Interpret                                           | Titel                                               | Zusätzliche Informationen |
| (Zeitraum, Wochen auf Platz eins, Interpret, Titel, zusätzliche Informationen) |                                                     |                                                     |                                                     |                           |
| 25. September 1966 – 28. Januar 1967 18 Wochen (insgesamt 70) | 70                                                  | (Soundtrack)                                        | The Sound of Music                                  | –                         |
| 29. Januar 1967 – 18. März 1967 7 Wochen | 7                                                   | The Monkees                                         | The Monkees                                         | –                         |
| 19. März 1967 – 6. Mai 1967 7 Wochen (insgesamt 70) | 70                                                  | (Soundtrack)                                        | The Sound of Music                                  | –                         |
| 7. Mai 1967 – 13. Mai 1967 1 Woche (insgesamt 2) | 2                                                   | The Monkees                                         | More of the Monkees                                 | –                         |
| 14. Mai 1967 – 20. Mai 1967 1 Woche (insgesamt 70) | 70                                                  | (Soundtrack)                                        | The Sound of Music                                  | –                         |
| 21. Mai 1967 – 27. Mai 1967 1 Woche (insgesamt 2) | 2                                                   | The Monkees                                         | More of the Monkees                                 | –                         |
| 28. Mai 1967 – 3. Juni 1967 1 Woche (insgesamt 70) | 70                                                  | (Soundtrack)                                        | The Sound of Music                                  | –                         |
| 4. Juni 1967 – 11. November 1967 23 Wochen (insgesamt 27) | 27                                                  | The Beatles                                         | Sgt. Pepper’s Lonely Hearts Club Band               | –                         |
| 12. November 1967 – 18. November 1967 1 Woche (insgesamt 70) | 70                                                  | (Soundtrack)                                        | The Sound of Music                                  | –                         |
| 19. November 1967 – 25. November 1967 1 Woche (insgesamt 27) | 27                                                  | The Beatles                                         | Sgt. Pepper’s Lonely Hearts Club Band               | –                         |
| 26. November 1967 – 16. Dezember 1967 3 Wochen (insgesamt 70) | 70                                                  | (Soundtrack)                                        | The Sound of Music                                  | –                         |
| 17. Dezember 1967 – 30. Dezember 1967 2 Wochen (insgesamt 27) | 27                                                  | The Beatles                                         | Sgt. Pepper’s Lonely Hearts Club Band               | –                         |
| 31. Dezember 1967 – 20. Januar 1968 3 Wochen | 3                                                   | Val Doonican                                        | Val Doonican Rocks, but Gently                      | –                         |

Die Angaben basieren auf den offiziellen Verkaufshitparaden des Chart Information Networks für das Vereinigte Königreich. Die Datumsangaben beziehen sich auf das Gültigkeitsdatum der Charts, also jeweils die auf die Verkaufswoche folgende Woche.

## Jahreshitparaden
| ← 1966 ← | Liste der Nummer-eins-Hits in den britischen Charts | Liste der Nummer-eins-Hits in den britischen Charts | Liste der Nummer-eins-Hits in den britischen Charts | 1968 →   |
| \| Singles \| Position# \| Alben \| \| ------------------------------------------------------------------------------------------------------ \| --------- \| ------------------------------------------------- \| \| Release Me (And Let Me Love Again) Engelbert Humperdinck Eddie Miller, Dub Williams, Robert Gene Yount \| 1 \| Sgt. Pepper’s Lonely Hearts Club Band The Beatles \| \| There Goes My Everything Engelbert Humperdinck Dallas Frazier \| 2 \| The Sound of Music (Soundtrack) \| \| The Last Waltz Engelbert Humperdinck John Barry Mason, Leslie David Reed \| 3 \| Best of the Beach Boys The Beach Boys \| \| Just Loving You Anita Harris Tom Springfield \| 4 \| Doctor Zhivago (Soundtrack) \| \| San Francisco (Be Sure to Wear Flowers in Your Hair) Scott McKenzie John E. A. Phillips \| 5 \| Going Places Herb Alpert & the Tijuana Brass \| \| Puppet on a String Sandie Shaw Phil Coulter, Bill Martin \| 6 \| The Monkees \| \| A Whiter Shade of Pale Procol Harum Gary Brooker, Keith Reid \| 7 \| Fiddler on the Roof Original London Cast \| \| I’m a Believer The Monkees Neil Diamond \| 8 \| Come the Day The Seekers \| \| I’ll Never Fall in Love Again Tom Jones Lonnie Donegan, James Currie \| 9 \| Four Tops Live! The Four Tops \| \| There Must Be a Way Frankie Vaughan Sammy Gallop, David Saxon, Paul Fenoulhet \| 10 \| Green, Green Grass of Home Tom Jones \| |                                                     |                                                     |                                                     |          |
| ← 1966 |                                                     |                                                     |                                                     | → 1968 → |
| Singles | Position#                                           | Alben                                               |                                                     |          |
| Release Me (And Let Me Love Again) Engelbert Humperdinck Eddie Miller, Dub Williams, Robert Gene Yount | 1                                                   | Sgt. Pepper’s Lonely Hearts Club Band The Beatles   |                                                     |          |
| There Goes My Everything Engelbert Humperdinck Dallas Frazier | 2                                                   | The Sound of Music (Soundtrack)                     |                                                     |          |
| The Last Waltz Engelbert Humperdinck John Barry Mason, Leslie David Reed | 3                                                   | Best of the Beach Boys The Beach Boys               |                                                     |          |
| Just Loving You Anita Harris Tom Springfield | 4                                                   | Doctor Zhivago (Soundtrack)                         |                                                     |          |
| San Francisco (Be Sure to Wear Flowers in Your Hair) Scott McKenzie John E. A. Phillips | 5                                                   | Going Places Herb Alpert & the Tijuana Brass        |                                                     |          |
| Puppet on a String Sandie Shaw Phil Coulter, Bill Martin | 6                                                   | The Monkees                                         |                                                     |          |
| A Whiter Shade of Pale Procol Harum Gary Brooker, Keith Reid | 7                                                   | Fiddler on the Roof Original London Cast            |                                                     |          |
| I’m a Believer The Monkees Neil Diamond | 8                                                   | Come the Day The Seekers                            |                                                     |          |
| I’ll Never Fall in Love Again Tom Jones Lonnie Donegan, James Currie | 9                                                   | Four Tops Live! The Four Tops                       |                                                     |          |
| There Must Be a Way Frankie Vaughan Sammy Gallop, David Saxon, Paul Fenoulhet | 10                                                  | Green, Green Grass of Home Tom Jones                |                                                     |          |